# Attentat in der Via Rasella
Das Attentat in der Via Rasella war ein Anschlag der italienischen Widerstandsbewegung gegen die deutsche Besetzung Roms im Zweiten Weltkrieg. Der Anschlag fand am 23. März 1944 statt und forderte 35 Tote und 67 Verletzte.

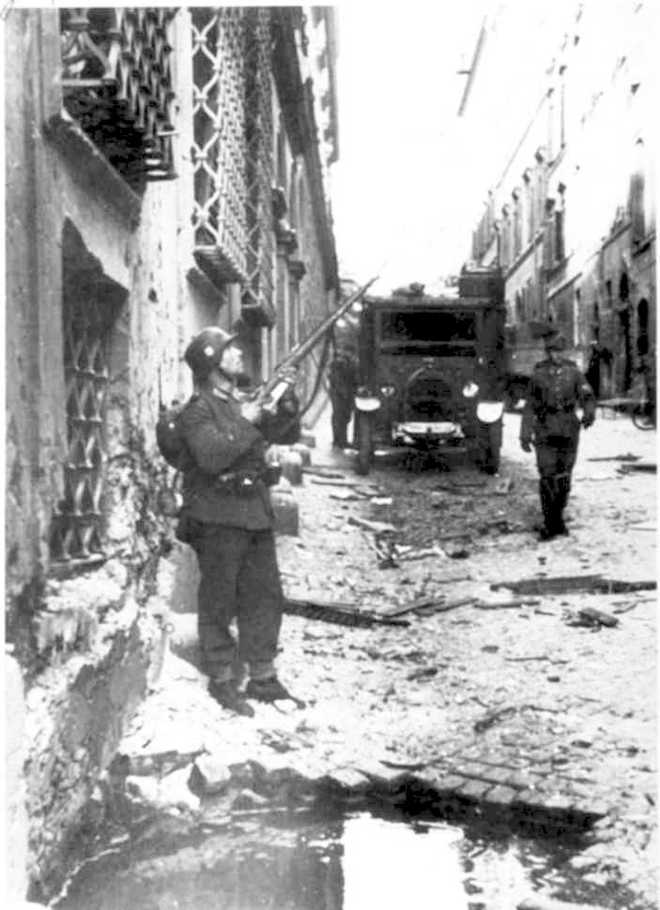
Deutsche Soldaten in der Via Rasella, unmittelbar nach dem Attentat vom 23. März 1944

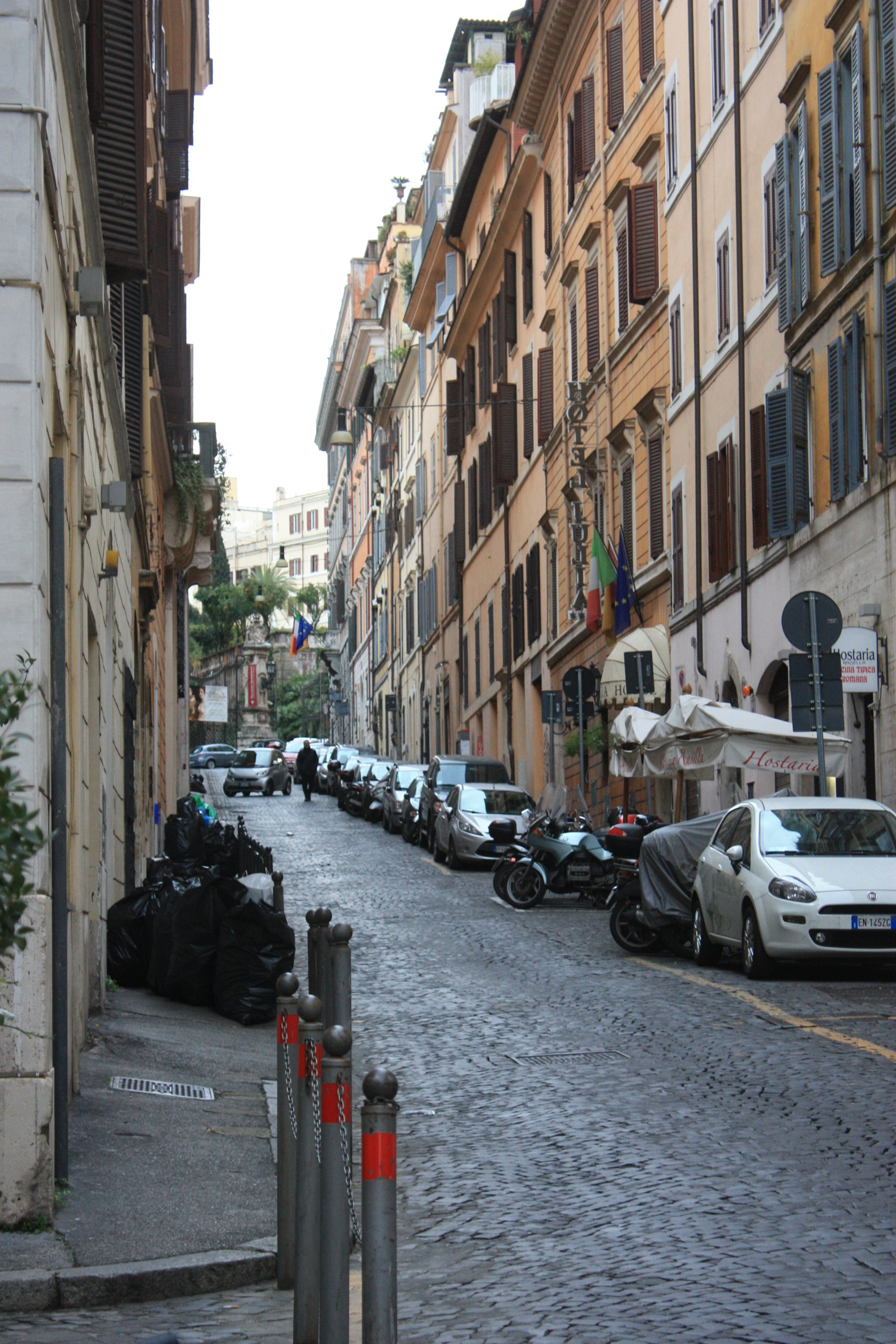
Via Rasella, 2015

## Geschichte
Unmittelbar nach dem Waffenstillstand Italiens am 8. September 1943 begann die deutsche Besetzung Roms laut den in Fall Achse festgelegten Richtlinien mit mehreren Unterdrückungsmaßnahmen gegen die Zivilbevölkerung. Darunter die Razzia gegen die jüdische Bevölkerung Roms am 16. Oktober 1943, bei der über 1000 Einwohner des jüdischen Ghettos nach Auschwitz deportiert wurden.
Die Via Rasella befindet sich im Stadtzentrum Roms, im Rione Trevi. Am 23. März 1944, gegen vier Uhr nachmittags, feuerte dort eine Gruppe von kommunistischen Partisanen namens Gruppi di Azione Patriottica („Gruppen patriotischer Aktion“, GAP) unter dem Kommando von Carlo Salinari und Franco Calamandrei (1917–1982) auf das Polizeiregiment „Bozen“, das jeden Tag zur selben Zeit in dieser Straße vorbeimarschierte. Dieses Regiment bestand aus 156 Männern aus Bozen und Umgebung in Südtirol, das damals zur Operationszone Alpenvorland gehörte, und unterstand dem Stadtkommandanten Roms Kurt Mälzer.
Das Attentat begann damit, dass das GAP-Mitglied Rosario Bentivegna (1922–2012) eine Bombe explodieren ließ. Elf weitere Partisanen, darunter die spätere Politikerin Carla Capponi (1918–2000), verteilten sich auf die Via Rasella und die nahegelegene Via del Boccaccio. Das Attentat traf die 11. Kompanie des III. Bataillons des Polizeiregiments „Bozen“. Dabei kamen 33 deutsche Soldaten und zwei italienische Zivilisten, darunter ein zwölfjähriger Junge, ums Leben. Zudem gab es 67 Verletzte, darunter elf italienische Zivilisten. Auf der Seite der Partisanen gab es keine Opfer. Dies war der größte Anschlag italienischer Partisanen gegen deutsche Truppen im Zweiten Weltkrieg. Als Repressalie ließ der Kommandeur der Sicherheitspolizei und des SD Herbert Kappler auf Befehl von Feldmarschall Albert Kesselring und Generaloberst Eberhard von Mackensen tags darauf, am 24. März 1944, das Massaker in den Ardeatinischen Höhlen durchführen.

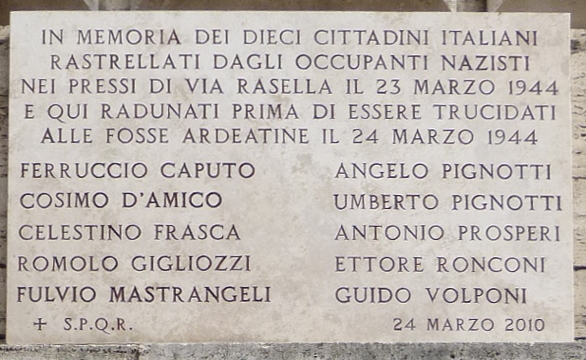
Gedenktafel für die zehn nach dem Attentat in der Via Rasella erschossenen italienischen Bürger

Im Osservatore Romano vom 26. März 1944 verurteilte Papst Pius XII. sowohl das Attentat in der Via Rasella als auch das darauffolgende Massaker, bei dem 335 italienische Zivilisten in den Ardeatinischen Höhlen umgebracht wurden. Nach Kriegsende folgten jahrzehntelange Prozesse, in denen die juristische Legitimität des Attentats unterschiedlich bewertet wurde. Im Kriegsverbrecherprozess gegen von Mackensen und Kappler im November 1946 vor einem britischen Militärgericht in Rom wurde bemängelt, dass die Bedingungen einer „angemessenen“, „vernünftigen“ Maßnahme „im Respekt der Grundprinzipien des Krieges“ gemäß den Haager Friedenskonferenzen nicht erfüllt wurden. Nachdem 1949 im Prozess gegen Kappler und fünf seiner Untergeben das Attentat als illegitim bezeichnet worden war, folgte ein jahrelanger Zivilprozess in Rom. Im abschließenden Urteil des Kassationsgerichtshofs 1957 wurde die Legitimität des Attentats in der Via Rasella bestätigt.
Das Attentat und das Massaker in den Ardeatinischen Höhlen wurden 1962 im Film Zehn Italiener für einen Deutschen von Filippo Walter Ratti thematisiert. Im Jahre 2010 wurde an der Mauer des nahegelegenen Palazzo Barberini eine Gedenktafel angebracht, zur Erinnerung an zehn damalige Anwohner der Via Rasella, die als Vergeltung für das Attentat in den Ardeatinischen Höhlen umgebracht wurden.